# Bevern (Landkreis Holzminden)
Bevern ist ein Flecken im südniedersächsischen Landkreis Holzminden. Die nach dem Flecken benannte Samtgemeinde Bevern hat dort ihren Sitz.

## Geographie

### Lage
Bevern liegt im Weserbergland zwischen den Mittelgebirgs- und Höhenzügen Burgberg im Norden und Solling im Süden; nicht weit entfernt sind Vogler im Norden und Homburgwald im Nordosten. Es befindet sich etwa zwei Kilometer östlich der Einmündung des durch die Ortschaft fließenden Beverbachs in die Weser. Durch den Ort verläuft der Europaradweg R1.

### Gemeindegliederung
Die Gemeinde setzt sich aus folgenden Ortsteilen zusammen:
1. Bevern (Hauptort)
2. Dölme
3. Forst
4. Lobach
5. Lütgenade
6. Reileifzen

### Klima
|                        | Jan  | Feb  | Mär  | Apr  | Mai  | Jun  | Jul  | Aug  | Sep  | Okt  | Nov  | Dez  |   |     |
| Mittl. Temperatur (°C) | 1,2  | 1,7  | 5,1  | 8,9  | 13,3 | 15,9 | 18,1 | 17,7 | 13,9 | 9,7  | 5,3  | 2,0  | ⌀ | 9,4 |
|                        |      |      |      |      |      |      |      |      |      |      |      |      |   |     |
| Niederschlag (mm)      | 74,0 | 56,0 | 68,0 | 49,0 | 64,0 | 69,0 | 73,0 | 75,0 | 68,0 | 65,0 | 69,0 | 75,0 | Σ | 805 |
|                        |      |      |      |      |      |      |      |      |      |      |      |      |   |     |
| Sonnenstunden (h/d)    | 1,2  | 2,3  | 3,2  | 5,2  | 6,3  | 6,2  | 6,5  | 6,1  | 4,3  | 2,9  | 1,2  | 0,8  | ⌀ | 3,9 |

|  |

|  |

|  |

|  |

|  |

|  |

|  |

|  |

|  |

|  |

|  |

|  |

|  |

|  |

|  |

|  |

|  |

|  |

|  |

|  |

|  |

|  |

|  |

|  |

## Geschichte

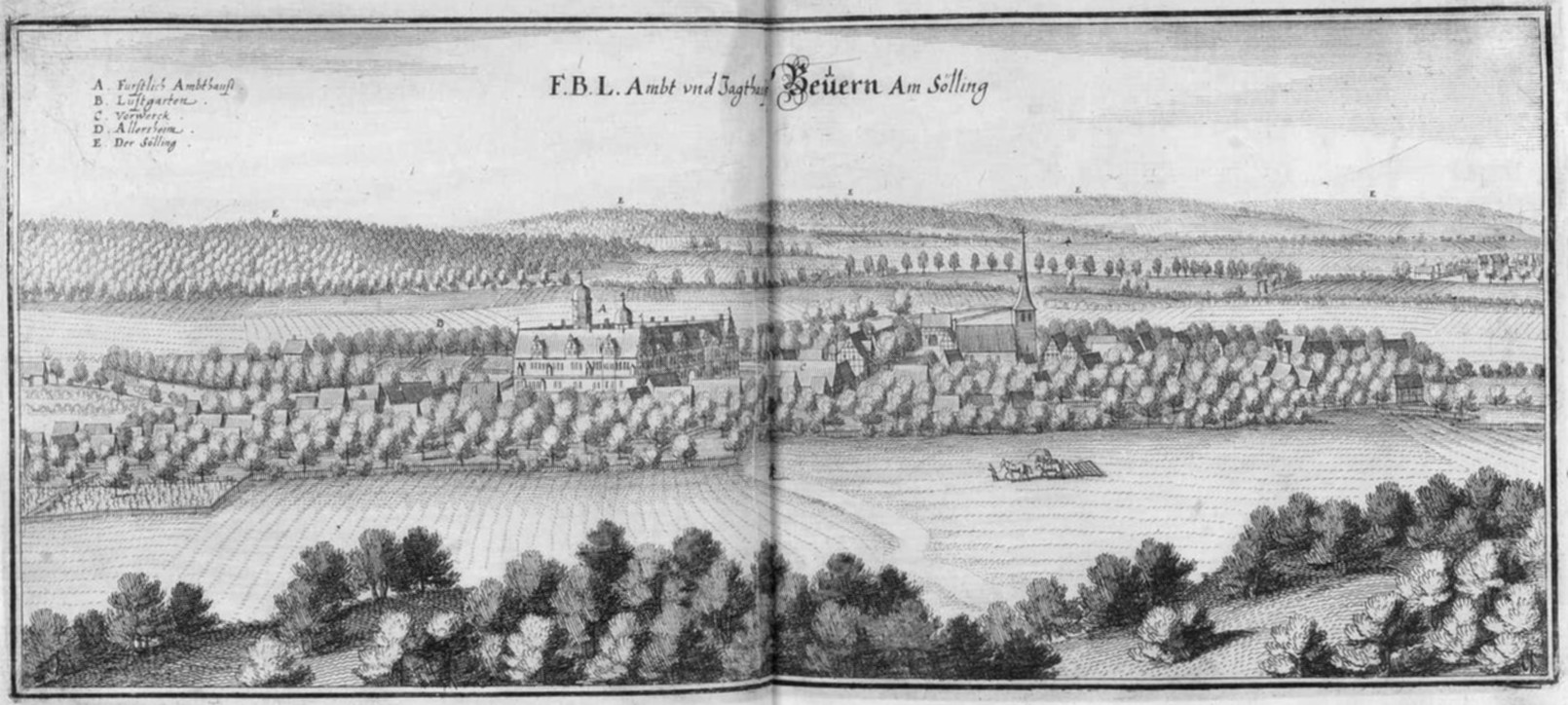
Bevern im 17. Jahrhundert

Der Ort wurde erstmals in den Jahren 822/856 in Urkunden des Klosters Corvey erwähnt. 1501 wurde von Brun von Bevern aus dem Adelsgeschlecht derer von Bevern die erste Kirche erbaut. Der Kölner Erzbischof Hermann von Hessen konsekrierte die Kirche 1506. 1595 ließ Statius von Münchhausen die Kirche abreißen und durch einen Neubau ersetzen.
1603 bis 1612 ließ Statius von Münchhausen das Schloss Bevern im Stil der Weserrenaissance erbauen. Im Jahre 1703 wurde Bevern das Marktrecht verliehen.
1832/1833 wurde die Telegraphenstation 28 der königlich-preußischen optischen Telegraphenverbindung von Berlin nach Coblenz auf dem Burgberg errichtet. Reste dieser damals 14 m hohen Station mit Wohnhaus sind noch heute zu sehen. 1850 wurde die Station nach Inbetriebnahme der elektrischen Telegrafenlinie Berlin-Köln wieder aufgegeben.
1846 wurde ein jüdischer Friedhof in Bevern gegründet. Ein zweiter jüdischer Friedhof wurde 1855 Am Steinbrink eingerichtet.

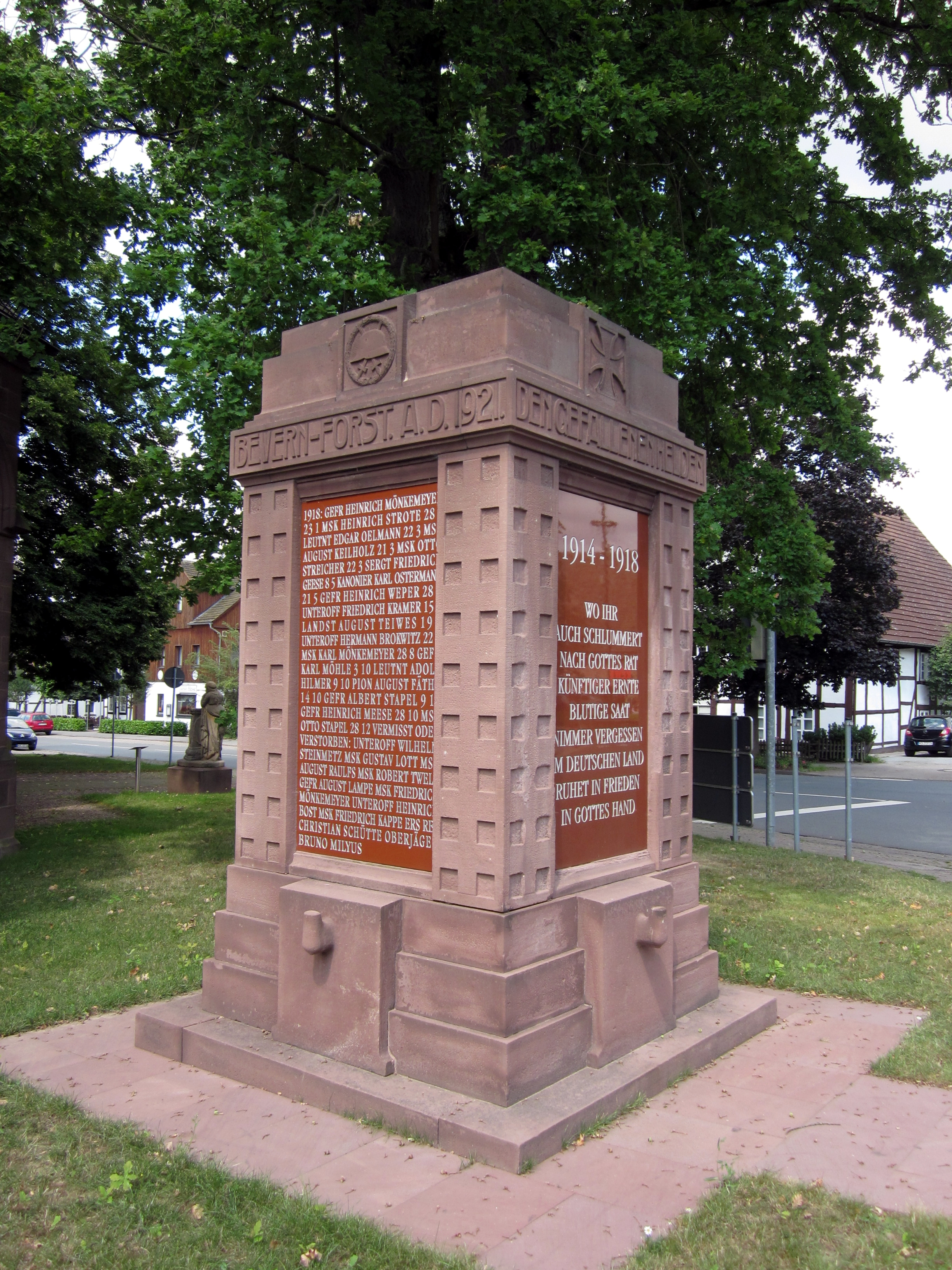
Kriegerdenkmal

Am 19. November 1893 erfolgte die Einweihung der im neugotischen Stil erbauten ev.-lutherischen St.-Johannis-Kirche. Sie wurde aus teilweise kunstvoll bearbeitetem Wesersandstein errichtet. Der Kirchturm stammt von 1571.
In der Ortsmitte wurde das Kriegerdenkmal aufgestellt.
Am 1. Januar 1973 entstand die Samtgemeinde Bevern. 1996 lebten 4571 Bürger in Bevern. Im Juni 2007 lag die Bevölkerungszahl bei 4205 Einwohnern.
Zur Entwicklung des Postwesens in Bevern siehe: Postroute Braunschweig-Holzminden.

### Ortsname
Der Ortsname hat zwei gleichwertige Herleitungsmöglichkeiten. Zum einen könnte er auf das Wort „Biber“ zurückgehen, zum anderen auf die Worte „beben“ oder „zittern“. Für Bevern sind letztlich beide Herleitungen möglich und keiner der beiden kann eindeutig der Vorzug gegeben werden. Frühere Ortsnamen von Bevern waren in den Jahren 822–826 Byueran, 980–982 Byuerun, 1015–1036 Biveran, 1197 Bivere, um 1200 Beveren, 1245 Biveren, 1263 Bevere und 1290 Beveren.

### Eingemeindungen
Im Zuge der Gebietsreform in Niedersachsen, die am 1. Januar 1973 stattfand, wurden die zuvor selbständigen Gemeinden Dölme, Lobach, Lütgenade und Reileifzen in die Gemeinde Bevern eingegliedert.

## Religion

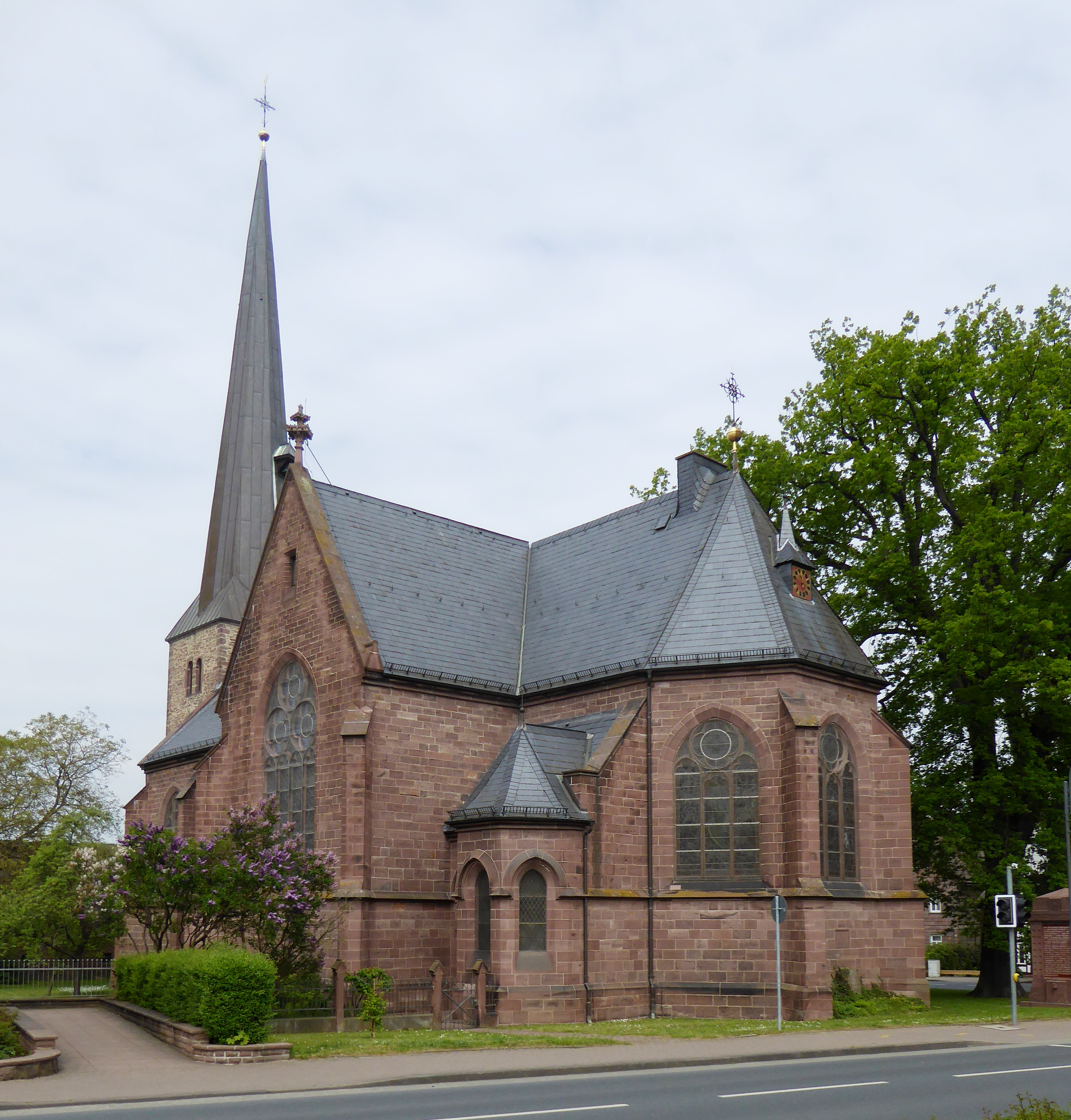
Johanniskirche

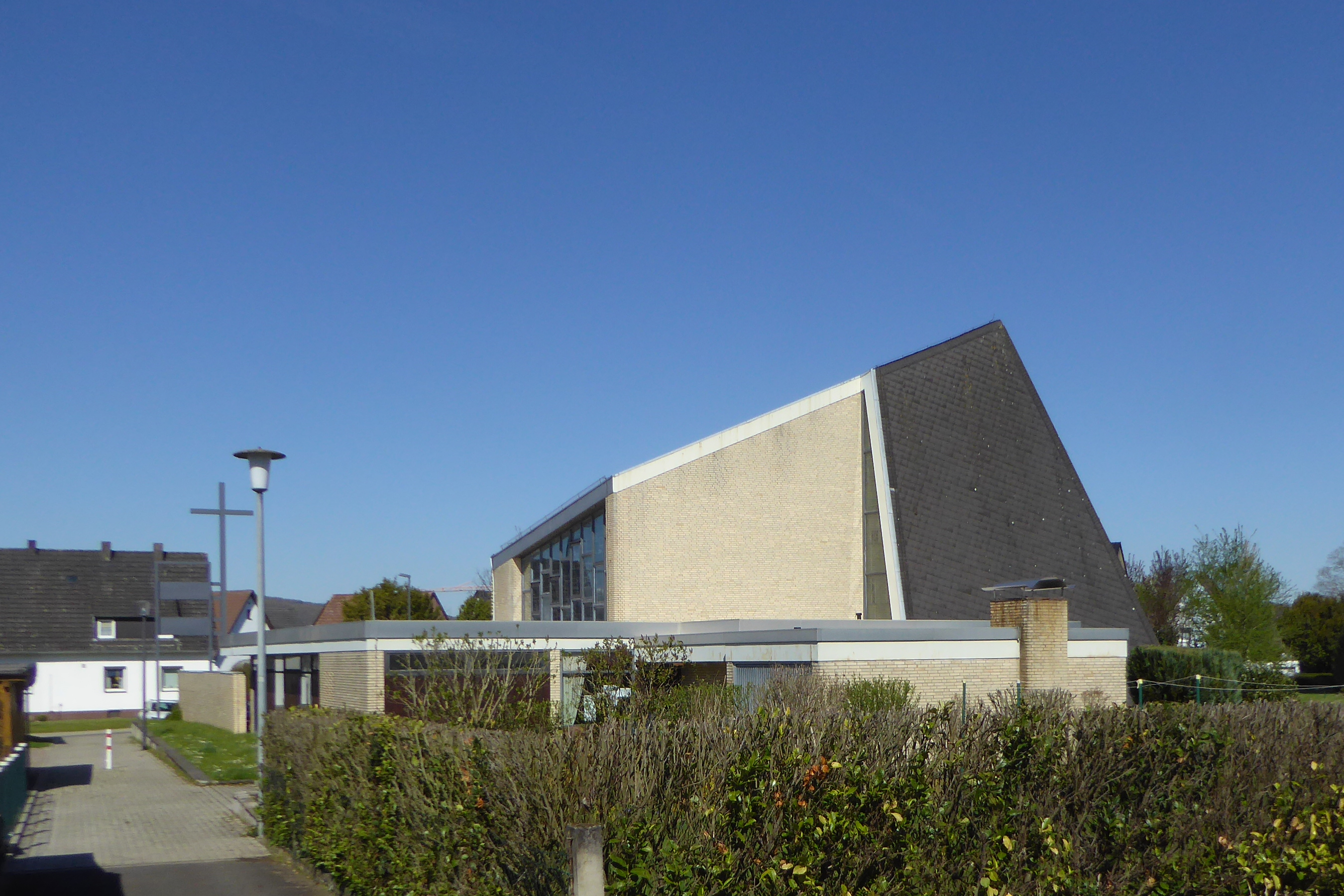
St.-Hedwig-Kirche

78 % der Bevölkerung Beverns sind evangelisch  (im Kirchenkreis Holzminden-Bodenwerder), 16 % sind katholisch, 6 % gehören einer anderen oder keiner Religionsgemeinschaft an.
In Bevern stehen die evangelische Johanniskirche von 1893, die als Ersatz für eine baufällige Vorgängerkirche erbaut wurde, und die katholische St.-Hedwig-Kirche von 1968.
Im seit der Einführung der Reformation im Jahre 1542 protestantisch geprägten Bevern ließen sich im Zuge der Flucht und Vertreibung Deutscher aus Mittel- und Osteuropa im Jahre 1946 Katholiken in größerer Zahl nieder, die überwiegend aus Niederschlesien kamen.

## Politik

### Gemeinderat
Der Gemeinderat, der Bevern vertritt, setzt sich aus 15 Mitgliedern zusammen. Bei der Kommunalwahl 2021 ergab sich folgende Sitzverteilung:
| Gemeinderat 2021Insgesamt 15 Sitze - SPD: 4 - Grüne: 1 - FDP: 6 - CDU: 4 |

### Bürgermeister
Der Bürgermeister von Bevern ist Burkhard Dörrier (FDP). Seine Stellvertreter sind Karin Klingenhagen (CDU) und Harald Stock (SPD).

### Örtliches Entwicklungskonzept
Mittels eines Bürgerantrags wurde in Bevern erstmals ein Bürgerforum „Strategische Planung“ mit dem Ziel eines durch Bürger gestützten Entwicklungskonzeptes initiiert.
Arbeitsgrundlage hierfür ist die bewährte Strategielehre „Engpasskonzentrierte Strategie“. Bevern wird damit Pilotprojekt für eine systematische lokale Entwicklung im Wirtschaftsraum Holzminden.

### Wappen
| Wappen von Bevern | Blasonierung: „Von Rot und Grün durch silbernen Wellenbalken geteilt. Oben das goldene Renaissanceschloss Bevern mit 6 silbernen Fahnen und grünem Tor, unten ein widersehender goldener Biber neben zwei benagten goldenen Baumstümpfen mit goldenem Laubwerk.“ |
| Wappen von Bevern | Wappenbegründung: Zu Symbolen wurden das für die Gemeinde Bevern wichtige, in Weserrenaissance gebaute Schloss, sowie der Biber, nach dem der Beverbach = Biberbach und danach Bevern = Bibern benannt wurde, gewählt.                                           |

### Gemeindepartnerschaften
Bevern hat insgesamt fünf Partnergemeinden im französischen Weinanbaugebiet Medoc an der Gironde-Mündung, nicht weit entfernt von der Atlantikküste. Seit geraumer Zeit findet ein wechselseitiger Besuch von französischen und deutschen Freunden dieser Partnerschaft statt. Die einzelnen Partnerstädte sind:
- Saint-Estèphe
- Cissac-Médoc
- Vertheuil
- Saint-Germain-d’Esteuil
- Saint-Seurin-de-Cadourne

## Kultur und Sehenswürdigkeiten

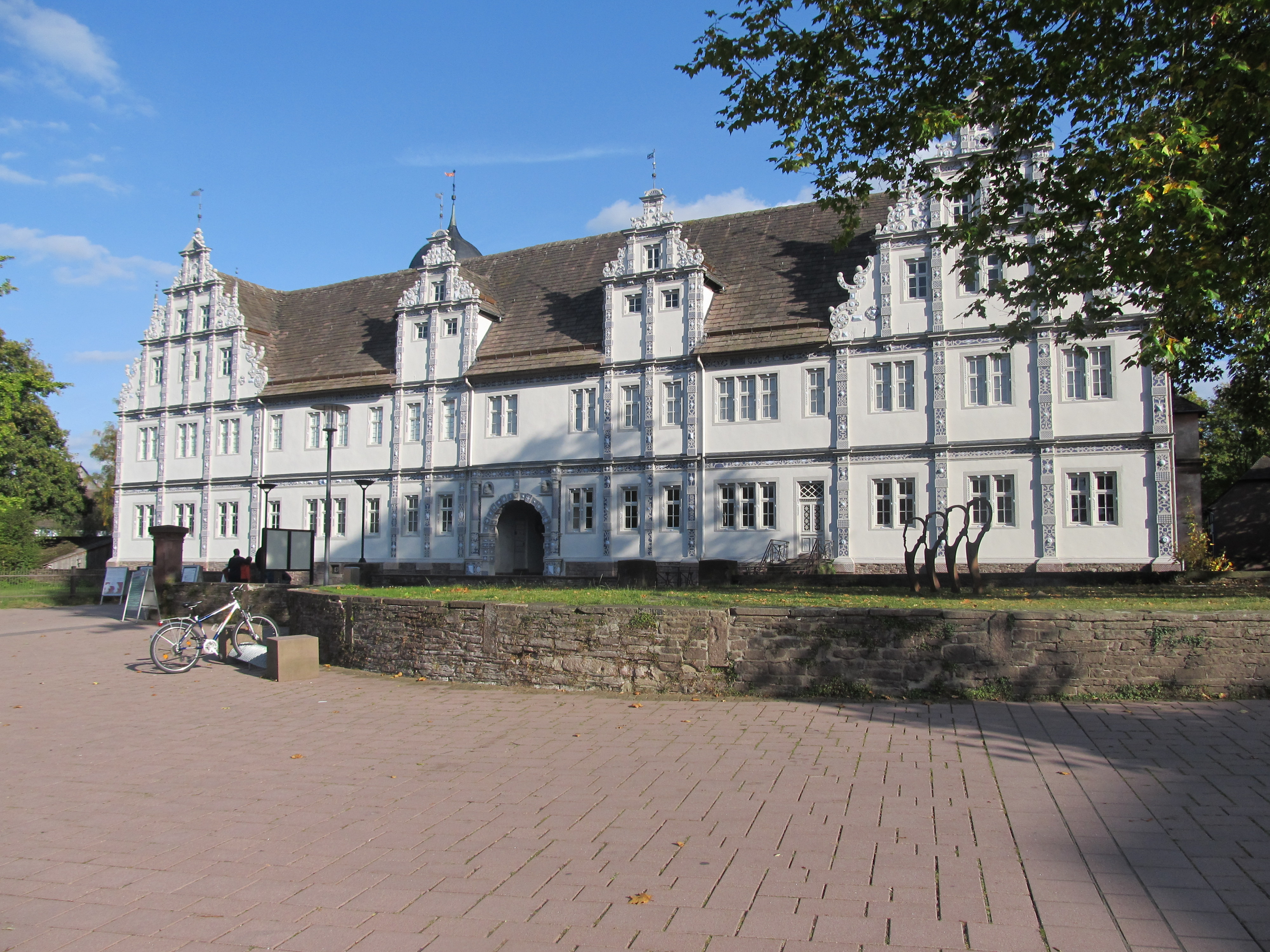
Schloss Bevern

Die bekannteste Sehenswürdigkeit ist das Schloss Bevern als eines der bedeutendsten Baudenkmäler der Weserrenaissance. Es wurde von 1603 bis 1612 nach Vorgaben des Bauherrn Statius von Münchhausen erbaut. Das Schloss ist eine regelmäßige Vierflügelanlage mit verzierten Schweifgiebeln, mit zwei diagonal gegenüberstehenden Treppentürmen um einen quadratischen Innenhof mit Wassergraben, zwei Brücken und einem Schlossgarten.
1986 übernahm der Landkreis Holzminden das Schloss von der Gemeinde und baute es zu einem Kulturzentrum aus. Es beherbergt das Heimatmuseum von Bevern nebst weiteren kulturelle und wissenschaftliche Einrichtungen und Sammlungen.
Seit 2008 gibt es im Schloss Bevern die „Erlebniswelt Renaissance“ (EWR), eine multimediale Führung durch die Zeit der (Weser-)Renaissance. Hier wird vor allem die Geschichte des Schlosses Bevern vor dem Hintergrund der von Brüchen und Einschnitten geprägten Biographie des Statius von Münchhausen in einer Inszenierung mit 19 Erlebnisstationen dargestellt. Themen sind unter anderem die Kriegsführung und die rasant zunehmende Geldwirtschaft mit Spekulationen und Geldverleih.
Die Johanniskirche im Stil der Neugotik ist aus dem Jahr 1893.

## Wirtschaft
1900 wurde die Raiffeisenbank eG in Bevern gegründet und fusionierte 2002 mit der Volksbank Weserbergland eG.
Seit 1949 existiert die Bertram Elektrotechnik GmbH für Elektro- und Automatisierungstechnik, Bildverarbeitung und Anlagenbau.
Die Reinhard Hörnlein GmbH & Co. KG wurde 1955 gegründet und stellte u. a. Fronten für Möbel in Massivholz, Kunststoff, Schleiflack und Hochglanz her. Sie wurde später Tochtergesellschaft der Gustav Wellmann GmbH & Co. KG (ehemals Casawell-Konzern heute zur Alno AG) und musste im November 2003 Insolvenz anmelden, was zur Auflösung des Unternehmens im Juli 2004 führte. Rund 135 Mitarbeiter wurden zuletzt beschäftigt.
1976 musste auch die Maschinenbaufabrik C. Müller in Bevern-Forst Insolvenz anmelden.
Die Egger Beschichtungswerk Marienmünster GmbH & Co. KG, eine Niederlassung der Egger Unternehmensgruppe aus St. Johann in Tirol, Österreich, fertigt seit 1995 Mitteldichte Holzfaserplatten (MDF) und übernahm die 1988 im Ort gegründete Beverboard Faserplatten GmbH & Co. KG.

## Persönlichkeiten

### Ehrenbürger
- Erich Sander (* 28. Dezember 1913 in Naumburg an der Saale; † 22. Juli 2005), Kommunalpolitiker, FDP-Mitglied, 1973–1976 stellvertretender Bürgermeister und stellvertretender Samtgemeindebürgermeister. Ehrenbürgerschaft 1993 verliehen für seine besonderen Verdienste um das Schloss Bevern und die Erforschung seiner Geschichte.
- Ernst Warnecke (* 29. Dezember 1944), Kommunalpolitiker, FDP-Mitglied, 1996–2021 Bürgermeister. Ehrenbürgerschaft 2022 verliehen für seine besonderen Verdienste um den Flecken Bevern.

### Söhne und Töchter der Gemeinde
- August Ferdinand von Braunschweig-Wolfenbüttel-Bevern (1677–1704), Generalmajor
- Ferdinand Albrecht II. (Braunschweig-Wolfenbüttel) (1680–1735), Herzog zu Braunschweig-Lüneburg und Fürst von Braunschweig-Bevern
- Anton Ulrich von Braunschweig-Wolfenbüttel (1714–1774), zweiter Sohn des Herzogs von Braunschweig-Bevern
- Wilhelm Henke (1897–1981), Pfarrer, Theologe und Landesbischof in Schaumburg-Lippe
- Heike Baehrens (* 1955), Religionspädagogin, Politikerin (SPD) und seit 2013 Mitglied des Deutschen Bundestages
- Rosa Roedelius (* 1975), österreichische bildende Künstlerin

### Persönlichkeiten, die mit Bevern in Verbindung stehen
- Louis Gerverot (1747–1829), Porzellanmaler und langjähriger Direktor der Porzellanmanufaktur Fürstenberg, wohnte in seinen letzten Lebensjahren im Schloss Bevern.
- Paula Tobias (1886–1970), Landärztin, lebte 1928–1935 in Bevern, richtete in Bevern Mütterberatungs-Sprechstunden zur Senkung der Säuglingssterblichkeit ein. Sie musste 1935 wegen ihrer jüdischen Herkunft aus Deutschland flüchten.
- Der ehemalige niedersächsische Umweltminister Hans-Heinrich Sander war Rektor der Haupt- und Grundschule in Bevern.
- Der Sänger Stephan Remmler der deutschen Rockgruppe Trio war Ende der 1970er Jahre in der Grundschule Bevern als (Musik-)Lehrer tätig.
- Die Musiker Michael Rother, Hans-Joachim Roedelius und Dieter Moebius lebten in den 1970er Jahren in einer Kommune im Ortsteil Forst und produzierten dort Meilensteine des Krautrock. Rother ist heute noch in Forst ansässig.
- Der Komponist Jean Goldenbaum lebt seit 2024 in Bevern. Seine Oper auf Jiddisch Di viderbagegenish (Die Wiederbegegnung) wurde im Oktober 2024 in der Kapelle des Schlosses Bevern uraufgeführt.[10]